# Turpin (archevêque)
Pour les articles homonymes, voir Turpin.
Turpin (parfois Tirpin, Trepin, Torpin, Torpins, Turpis ou encore Terpin) est un personnage légendaire, archevêque, compagnon de Charlemagne et de Roland de Roncevaux dans la Chanson de Roland et plusieurs textes médiévaux. Dans la Chanson de Roland, il est davantage dépeint comme un baron que comme un archevêque, prenant notamment part aux combats. Il est peut-être inspiré de Tilpin, archevêque de Reims au VIIIe siècle, ce qui lui vaut de figurer parmi les douze pairs de Charlemagne. Mais il ne rend jamais visite à son diocèse et même après la défaite de Roncevaux, dans les versions dans lesquelles il survit, il ne se rend pas à Reims. Selon la Chronique de Turpin, aussi appelée Pseudo-Turpin, datée du XIIe siècle, qui raconte les aventures de Charlemagne en Espagne, il serait mort à Vienne, en Isère.

## Littérature
Le personnage de Turpin est lié à ceux de Charlemagne et de Roland qu'il accompagne dans des chansons de geste du cycle carolingien composées à partir du XIe siècle. Sa plus ancienne mention se trouve probablement dans la Nota Emilianense, un très court texte en latin rédigé vers 1065 dans la marge d'un manuscrit et résumant l'histoire de Roland. Il y est cité dans une liste de neveux de Charlemagne : « Il avait à ce moment-là douze neveux […] parmi eux on nomme Roland, Bertrand, Ogier à l'Épée Courte, Guillaume au Nez Courbé, Olivier et l'évêque Turpin »,.

### Dans laChanson d'Aspremont
La littérature médiévale est souvent avare de description des personnages. Mais la Chanson d'Aspremont, une chanson de geste populaire de la fin du XIIe siècle qui constitue par certains aspects un prologue à la Chanson de Roland, fournit de nombreux détails sur Turpin. Elle commence par le présenter sous les traits d'un archevêque encore jeune, aimable, généreux et prêt à combattre pour son roi comme un véritable chevalier (Aspremont, 105-119). Elle poursuit par un portrait flatteur de son physique :
| Droite ot la janbe et le pié bien qarré, Molt li avint avoir esperonné. Plate ot la cuisse et le jenoil formé, Baise la hance, lone et droit le costé, Et ot le piz gros et bien ancharné, Lonc col et droit, par les espaules lé, Groz ot les braz et molt bien ancharnez, Granz mains et blanches come flor an esté. Clers ot les iaulz et le vis coloré : En tot l'ost n'ot si bel coroné. | (L'archevêque) a la jambe droite et le pied bien taillé, Et il fait beau le voir piquer les éperons; Il a la cuisse musclée et le genou bien formé, La hanche basse, les flancs allongés et droits, La poitrine large et bien en chair, Le cou long et droit, les épaules puissantes, Les bras épais et charnus, Les mains grandes et blanches comme la fleur en été. Ses yeux sont clairs et son visage coloré : Il n'y a pas dans l'armée de plus beau tonsuré. (Aspremont, 8036-8045) |

La chanson le laisse ensuite se présenter lui-même au pape : il est né à l'étranger, moine pendant dix ans à Jumièges, élu abbé mais avant d'accéder à cette charge, il est nommé archevêque de Reims (Aspremont, 8055-8065).

## Historicité
L'histoire connaît un archevêque de Reims nommé Tilpin (ou Turpin) par une chronique du Xe siècle de Flodoard,, son épitaphe attribuée à Hincmar de Reims et par quelques mentions éparses. Il  était moine et trésorier de l'abbaye de Saint-Denis avant de devenir archevêque vers 751. C'était un homme pieux qui a servi avec efficacité son église. Il est mort probablement vers 794,.
La différence entre ce prélat historique et celui de la Chanson de Roland est frappante. Le Turpin littéraire est un guerrier qui avait l'oreille de Charlemagne, qui ne s'est jamais rendu dans son diocèse et qui est mort à divers endroits, sauf à Reims. À l'inverse, le Tilpin historique est un ecclésiastique qui ne s'est déplacé qu'au concile de Rome en 769 avec douze autres évêques francs, que Charlemagne n'est jamais venu voir à Reims, et qui est enterré aux pieds de Saint Rémi. Le fait que les deux personnages portent le même nom et le même titre n'est peut-être qu'une coïncidence et rien n'indique que la légende ait été inspirée par la réalité.  
Mais à partir du XIe siècle, la réalité a été déformée par la légende. Ainsi, par exemple, le frère Jacques Doublet rapporte en 1625 que l'épée de Turpin utilisée dans la guerre contre les sarrasins se trouve dans le trésor de l'abbaye de Saint-Denis. On lui ajoute aussi le prénom « Jean » en  utilisant le nom du traducteur en français de la Chronique de Turpin  qui en a fait la version la plus populaire au tournant du XIIIe siècle,. Tilpin devient alors Jean Turpin, crédité comme étant l'auteur de la Chronique publiée pour la première fois en latin en 1566 à Francfort.
La renommée du Tilpin historique n'a peut-être pas dépassé les limites de son diocèse, mais ce n'est pas le cas de plusieurs religieux-soldats qui ont guerroyé dès l'époque de Charles Martel. Le professeur de littérature Gustave Merlet évoque entre autres les demi-frères Saint Adalhart et Saint Wala, neveux de Pépin le Bref, conseils de Charlemagne et qui ont tous deux mené les armées à la bataille ; ou Saint Émilien, mort les armes à la main en combattant les sarrasins. Les exemples ne manquaient donc pas pour construire la légende de l'archevêque Turpin.